# Small Medium Large
Small Medium Large ist das erste Musikalbum der Formation SML. Die am 12. und 13. Oktober 2022 und am 8. und 9. April 2023 im Veranstaltungsort Enfield Tennis Academy, Los Angeles, entstandenen Aufnahmen erschienen am 28. Juni 2024 auf International Anthem.

## Hintergrund
Das Quintett SML besteht aus der Bassistin Anna Butterss, dem Synthesizer-Spieler Jeremiah Chiu, dem Saxophonisten Josh Johnson, dem Perkussionisten Booker Stardrum und dem Gitarristen Gregory Uhlmann. Butterss und Johnson sind durch ihre gemeinsame Arbeit in den Gruppen von Jeff Parker hervorgetreten, zu hören auf dem Album Mondays at the Enfield Tennis Academy (2022).
Das Ensemble SML nahm das Material für sein Debütalbum Small Medium Large an vier Abenden mit langen Improvisationen an diesem Veranstaltungsort in Los Angeles auf. SML besteht aus einer Gruppe von Jazzmusikern, die in den letzten Jahren zur Musikszene der amerikanischen Westküste stießen: Josh Johnson, Jeremiah Chiu und Gregory Uhlmann kamen allesamt aus Chicago, Anna Butterss aus Australien über Indiana nach L.A., während es den Perkussionisten Booker Stardrum aus seiner Heimat New York dorthin zog. Sie orientierten sich an einer wichtigen Platte des Chicagoer Labels International Anthem, Makaya McCravens Album In the Moment aus dem Jahr 2015, auf dem er Live-Improvisationen zerschnitt und neu abmischte, um eine Fusion zwischen Jazz und Hip-Hop zu schaffen. SML teilt McCravens Methode, aber nicht seinen Stil, schrieb Matthew Blackwell; die Gruppe arrangierte ihre Konzertaufnahmen in ihren Heimstudios neu und schuf eine Reihe von kurzen Stücken.

## Titelliste
- SML: Small Medium Large (International Anthem)[2]

1. Rubber Tree Dance 4:31
2. Industry 4:27
3. Herbie for Commercials 1:11
4. Search Bar Hi Hat 4:04
5. Window Sill Song 2:03
6. Switchboard Operations 2:05
7. Soft Sand 2:35
8. Three Over Steel 5:42
9. Chasing Brain 1:07
10. History of Communication 2:58
11. Feed the Birds 6:08
12. Greg’s Melody 2:21
13. Dolphin Language 3:20

## Rezeption
Paul Simpson verlieh dem Album in Allmusic vier Sterne und schrieb, die Platte habe eine lockere, fließende Energie, die sich passenderweise anfühlt, als wäre sie in Echtzeit eingefangen worden, aber es würde auch eine Art surreales, übernatürliches Element darinstecken. Auch sei es schwer, genau einzugrenzen, welche Art von Musik SML spielt – es gebe Grooves und Atmosphäre, es kämen Soli und auch Gruppenspiel vor, aber es mute einschränkend an, es als Funk, Jazz oder elektronische Musik zu bezeichnen. SML würden zwar einige harte Grooves hinlegen, aber ihre Musik Ziele weniger darauf ab, die Leute zum Tanzen zu bringen, als vielmehr darauf, durch gemeinsame Freude den [musikalischen] Raum zu erkunden.
Small Medium Large würde Vignetten aus einem Tag im Leben eines Langformatwerks  präsentieren – überarbeitete Ausschnitte einer einzelnen, größeren Improvisation, schrieb Dave Sumner (Daily Bandcamp). Das Quintett SML biete eine Reihe winziger improvisatorischer Inspirationen, Zusammenfassungen einer einzelnen, weitläufigen Idee. Dies sei eine wilde Mischung aus Einflüssen, die in rasender Geschwindigkeit vorgetragen würden und an der Schnittstelle existieren, an der eingängige Melodien und ansteckende Grooves untrennbar miteinander verbunden sind.

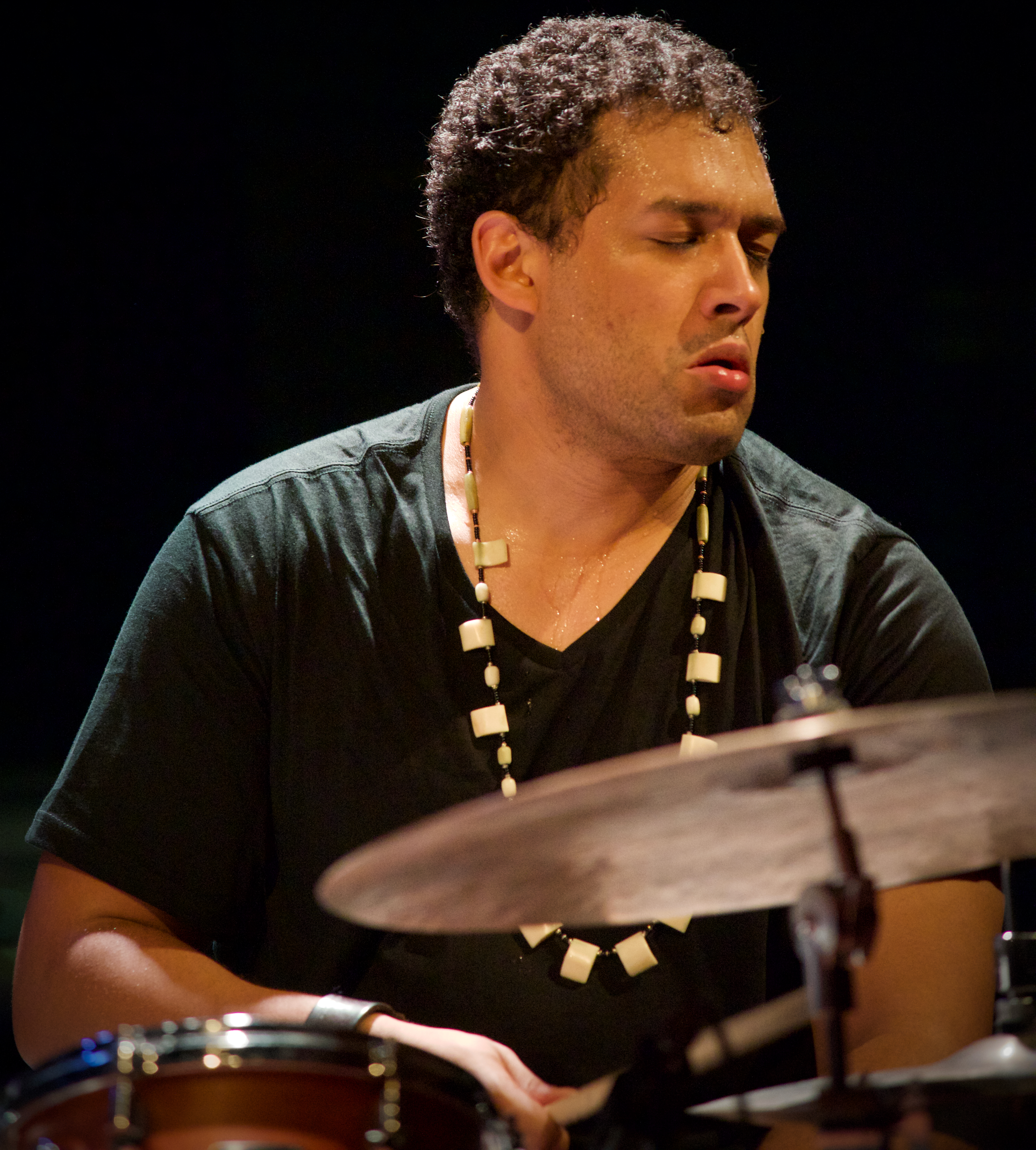
Makaya McCraven (2017)

Die Postproduktionstechnik sei zwar manchmal erkennbar, aber die glühende Energie der Live-Performance strahle überall aus, schrieb Matthew Blackwell (Pitchfork Media). Natürlich habe nicht McCraven den „Cut-and-Paste“-Ansatz erfunden; bereits 1969 habe der Produzent Teo Macero In a Silent Way von Miles Davis bearbeitet, indem er zum ersten Mal in einem Jazzkontext Live-Auftritte mit Studiomanipulationen kombinierte. SML seien mit dieser Geschichte bestens vertraut, wie sie mit „Industry“ bewiesen, einer funkigen Nummer im Stil von Davis’ von Macero produziertem LP On the Corner. In Bezug auf die von McCraven und Parker eingeleitete Post-Genre-Wende habe McCraven das Wort „Jazz“ als „bestenfalls unzureichend bezeichnet, um das Phänomen zu beschreiben, mit dem wir es zu tun haben“. Small Medium Large könnte eine neue Interpretation des Jazz signalisieren, vielleicht ist es überhaupt kein Jazz, oder es spiele einfach keine Rolle. Zumindest stelle es die aufregende nächste Phase einer lebendigen L.A.-Community dar, die seit einem Jahrzehnt immer stärker [erkennbar] werde.
Jedes der elf Stücke von Small Medium Large sei eine sorgfältig kuratierte Momentaufnahme einer längeren Improvisation, meint Michael J. West (Daily Bandcamp). Der Clou an der Formel sei die Verwendung von glitzernden, vielschichtigen und oft bissigen Elektro-Grooves, um diese Improvisationen zu konturieren. Das Endprodukt lasse sich nicht leicht vergleichen, vielleicht mit Arbeiten des Claudia Quintet oder von John Zorn, produziert von Adrian Sherwood. Was auch immer es ist, dies sei etwas, „das im wirklichen Leben noch nie zuvor passiert ist.“ „Größe“ sei also gewissermaßen auf Small Medium Large vorhanden, während SML diese Größe gleichzeitig außerhalb unserer Reichweite lege. Der Titel des Albums müsse jedoch nicht so wörtlich genommen werden, doch als Metapher scheint der Titel darauf hinzudeuten, dass die Musik hier ein weitreichendes Gebiet abdeckt.
Dies seien begnadete Improvisatoren mit Elite-Indie-Stammbaum und einem umfassenden Engagement für Ensemble-Sound – bis zu dem Punkt, an dem es angesichts der Elektronik schwierig sein kann, zu erkennen, welches Instrument welchen Piepton erzeuge, meint Evan Haga (Spin). Aufgrund der Atmosphäre und des tanzbaren Antriebs würden schließlich bestimmte Momente in Erinnerung bleiben: die eingängigen, sampletauglichen Melodien, die in Stücken wie „Search Bar Hi Hat“ auftauchen, oder Uhlmanns Bill-Frisell-artige Schönheit in „Greg’s Melody“. Im Milieu kreativer, atmosphärischer, traditionswidriger Musik, die standardmäßig als „Alternative Jazz“ bezeichnet wird, sei dies eine wichtige Arbeit.

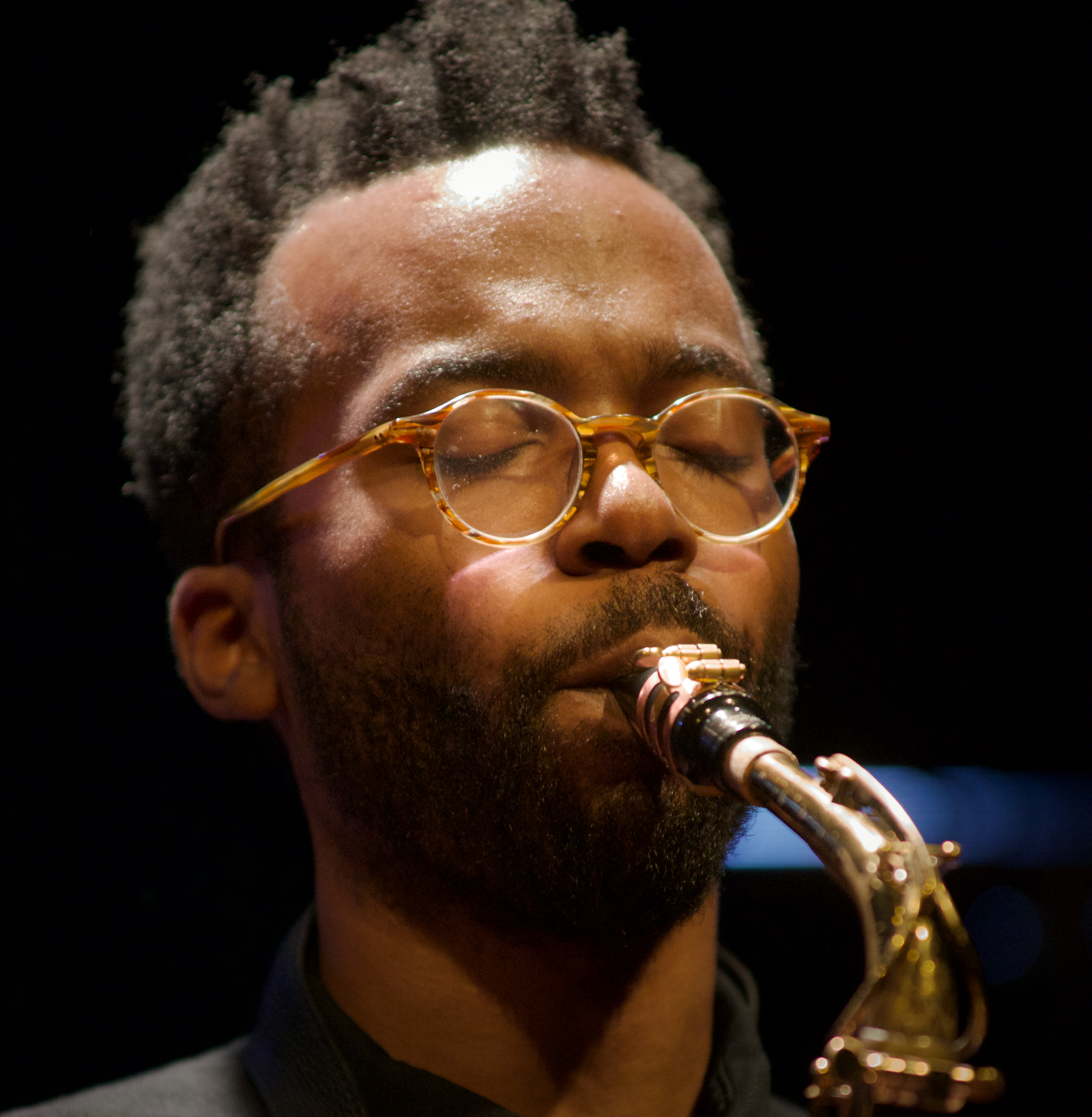
Saxophonist Josh Johnson (2017)

SML sei weniger als Band, sondern eher als Experiment entstanden, meint Jeff Terich (Treble). Und wie der Großteil der Künstler ihres Labels können die mystischen Grooves, die sie zusammenbringen, sehr vage als Jazz bezeichnet werden. Small Medium Large wäre sich mehr um Groove als um Form drehen, mehr um Rhythmus als um irgendeine bestimmte Disziplin. „Die hypnotischen Grooves, die das fünfköpfige Ensemble herausarbeitet, schneiden so tief, dass es sich anfühlt, als könnten sie endlos weitergehen – hypnotisch in die Unendlichkeit ausgedehnt“. Als in sich geschlossene Kompositionen strotze jeder Track vor einer spürbaren physischen Energie und Tiefe, die das Anhören einfach zu einem großen Vergnügen mache. Aber es sei die Unvorhersehbarkeit dieser Stücke – das improvisatorische Gespür, das dem Kern der Gruppe innewohne –, die sie von interessant bis oft unglaublich macht, wobei jede Symphonie aus beweglichen Teilen wie das frühe Highlight „Industry“ wie der Akt des Bauens kunstvoller Skulpturen ohne Entwürfe oder Skizzen wirke. In Momenten wie diesen scheinen die Tiefen der Vision von SML grenzenlos.
Das Album gelangte am 11. Juli 2023 in die US Jazz & Blues Charts und erreichte #15.